# Vilko Ovsenik
Vilko Ovsenik, slovenski klarinetist, skladatelj in aranžer narodnozabavne glasbe, * 9. november 1928, Begunje, † 3. avgust 2017.
Bil je brat Slavka Avsenika in član narodnozabavnega Ansambla bratov Avsenik. Študij klarineta je leta 1961 končal na Akademiji za glasbo v Ljubljani. Bil je soavtor in aranžer okrog 800 skladb oziroma celotnega repertoarja slavnega ansambla.
Zanimivost, da imata brata različna priimka, izhaja iz dejstva, da je bil stari družinski priimek Ovsenik, zaradi razmer prve svetovne vojne pa je bil priimek spremenjen v Avsenik, kar je tudi rojstni priimek obeh bratov. Slavko se z očetovo odločitvijo o spremembi priimka ni strinjal, zato si je priimek spremenil nazaj v Avsenik.